# Leonardo Cibo
Leonardo Cibo (* in Genua; † vor Oktober 1404) war ein Kardinal der Römischen Kirche.
Der Bruder des Kardinals Angelo Cibo studierte weltliches und kirchliches Recht und galt als hervorragender Anwalt. Papst Bonifaz IX. berief ihn am 27. Februar 1402 zum Kardinaldiakon der Titeldiakonie Santi Cosma e Damiano.